# Al Biruni

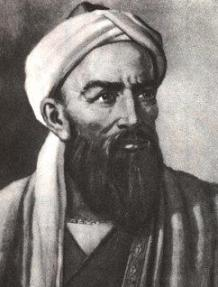
Al Biruni

Muhammed Ibn Ahmed Abu Raiham Al Biruni (în persană: ابوریحان بیرونی; în arabă: أبو الريحان البيروني;  născut la Kath, Khwarazm (astăzi Karakalpakstan, Uzbekistan), pe 15 septembrie 973, decedat în Ghazna (acum Ghazni, Afganistan) pe 13 decembrie 1048), a fost un enciclopedist persan

## Biografie
S-a născut în regiunea Khwarazm din Uzbekistanul actual, în apropierea orașului Horezmcare care era un puternic centru comercial și cultural, în epoca de aur a islamului.
Astăzi, localitatea natală îi poartă numele.
Înclinarea către studiu s-a manifestat încă din copilărie.
Mai întâi a urmat școlile musulmane din Horezmi.
A fost elev al lui Abu Nasr Mansur și a fost coleg cu Avicenna cu care a purtat un intens schimb de idei.
Din cauza conflictelor dintre clerici, este nevoit să întrerupă studiile superioare, fiind nevoit să plece în Persia, stabilindu-se în diverse orașe.
Împreună cu dascălul său, a lucrat la Academia din Kiad  (care era capitala Horezmului medieval), înființată de șahul Al-Mamun II, iar după ce sultanul Mahud a cucerit Horezmul (1017), a fost nevoit să se mute la Ghazni (pe atunci în India), unde a studiat limba sanscrită, filozofia și literatura hindusă, despre care a scris o cronică în 1031.

## Contribuții
A contribuit cu numeroase lucrări în matematică, filozofie, geodezie, astronomie, medicină, fizică, lingvistică, istorie, fiind un reprezentant strălucit al culturii arabe.
A acordat o atenție deosebită numărului π și era convins, deși nu putea demonstra, că nu se putea rezolva cuadratura cercului, susținând că raportul dintre lungimea cercului și diametrul lui este un număr irațional.
A tradus și a comentat operele matematicienilor greci, în Islah al Majist (cca. 1030).
Este cunoscut pentru a fi studiat teza rotației Pământului în jurul axei sale și privitoare la revoluția acestuia în jurul Soarelui.

## Concepții filosofice
Concepțiile sale filosofice erau idealiste, dar teza materialistă, pe care a formulat-o, intra în contradicție cu ideologia dominantă a islamului.
Al Biruni căuta întotdeauna o explicație științifică, realistă a fenomenelor.
Concepția socială este progresistă, deoarece condamna nedreptățile comise de emirii absolutiști.
Al Biruni poate fi considerat un precursor al savanților din epoca Renașterii.

## Scrieri
Al Biruni a scris peste 100 de lucrări de matematică, știință și călătorii:
- 1031: Despre India, care conține date istorice despre descoperirile științifice ale indienilor în matematică și astronomie;
- 1030: Al-Kanun al-Mas’udi fi-al- hai’a vanudjum o lucrare foarte importantă pentru istoria trigonometriei, unde sunt adunate diferite demonstrații ale teoremelor (printre care demonstrația pentru teorema sinusurilor), construcții ingenioase (nonagonul, octodecagonul), ideea considerării cercului trigonometric cu rază unitară - ceea ce în Europa se întâlnește prima oară la matematicianul Thomas Bredwardine (Bradwardinus) (cca. 1290-1349), reguli pentru interpolarea liniară și pătratică, intrând în utilitate generală datorită matematicianului și fizicianului elvețian Leonhard Euler (1784).
- 1036: Cartea despre coarde, în care sunt adunate diferite demonstrații ale teoremelor fundamentale din geometrie și trigonometrie;
- Fi rașikat al-Hind, tratat de algebră, unde prezintă regula de trei simplă, directă și inversă, regula celor 5, 7 și a mai multor mărimi (în număr impar), teoria raporturilor, extragerea rădăcinii pătratice și cubice, rezolvări de ecuații;
- 1030: Canon al-Masudi seu Tractatus geografico-astronomicus;
- Monumentele generațiilor trecute, un tratat de filozofie în care a dezvoltat teoria lui Aristarh relativ la sistemul lumii.

## Posteritatea
Lucrările lui Al Biruni au fost traduse în aproape toate limbile europene.
Despre el a scris istoricul german H. Suter în 1910.